# Capurso
Capurso – miejscowość i gmina we Włoszech, w regionie Apulia, w prowincji Bari.
Według danych na styczeń 2009 gminę zamieszkiwały 15 262 osoby przy gęstości zaludnienia 1 026 os./1 km².